# Museum Joure
Museum Joure is een museum in Joure in de Nederlandse provincie Friesland. Het museum profileert zich als 'museum van het maken' en laat vier clusters van collecties zien: Douwe Egberts/koffie en thee, Friese klokken, drukkerij en metaal. Het museum wordt ondersteund door de vereniging Vrienden van Museum Joure.

## Geschiedenis
De eerste voorloper van Museum Joure werd in 1976 opgericht: de stichting Johannes Hesselhuis. Het museum was gevestigd in het voormalige pakhuis van Douwe Egberts, gelegen op een voormalig industrieterreintje. Door de tijd heen werden meerdere panden aan het museum toegevoegd. Tegenwoordig heeft het museum een andere naam en bestaat het uit tien gebouwen, waarvan zeven rijksmonumenten, een grote tuin en de kades langs de Overspitting en de opvaart.

## Collectie
Bezoekers kunnen een kaartje kopen in het pand aan de Midstraat 99 (rijksmonument). De ontvangstbalie van het museum wordt gecombineerd met de informatiefunctie van VVV Waterland van Friesland. In dit pand is ook het museumcafé De Túnkeamer, de groepruimte It Kofjelokaal en de fraai ingerichte salons van C.J. de Jong te vinden. Hij was een nazaat van Douwe Egberts en jarenlang directeur van het bedrijf.
- De museumwinkel De Witte Os, Midstraat 97 (rijksmonument) is van oudsher het winkeltje van Douwe Egberts. Hier gaan nog steeds versgebrande koffie, losse thee en ouderwetse snoepjes over de toonbank.
- In het grote pakhuis (het Johannes Hesselpakhuis, rijksmonument) is een expositie over koffie, thee en de geschiedenis van Douwe Egberts te zien.
- Het geboortehuis van Egbert Douwes stond oorspronkelijk in Idskenhuizen, maar is in de jaren 80 verplaatst naar de tuin van het museum.
- In het kadehuis is een authentieke werkplaats van een koperslagerij te zien. Niet toegankelijk voor publiek is de koffiebrand-ruimte.
- Het voormalige kantoorgebouw van de firma Keverling is tegenwoordig ingericht met een collectie Friese klokken en een klokkenmakerswerkplaats. Ook is hier een werkplaats van een zilversmederij te zien. Op de verdieping is een educatieruimte.
- Aan de andere kant van de opvaart staat de karakteristieke metaalwarenfabriek van Keverling (rijksmonument). In één deel van dit pand wordt de geschiedenis vertelt van de firma Keverling, die vooral bekend is als geel(koper)gieterij. Het andere deel is ingericht als zetterij en drukkerij. Hier zijn op donderdag vrijwillige drukkers actief.
- Het laatste pand in het complex is It Sael (rijksmonument). Dit pand is vroeger de gemeentelijke armenopvang geweest en later werd het gebruikt door Keverling. Tegenwoordig is het grotendeels ingericht met een collectie Friese klokken in bruikleen van de Rijksdienst van het Cultureel Erfgoed.

## Afbeeldingen

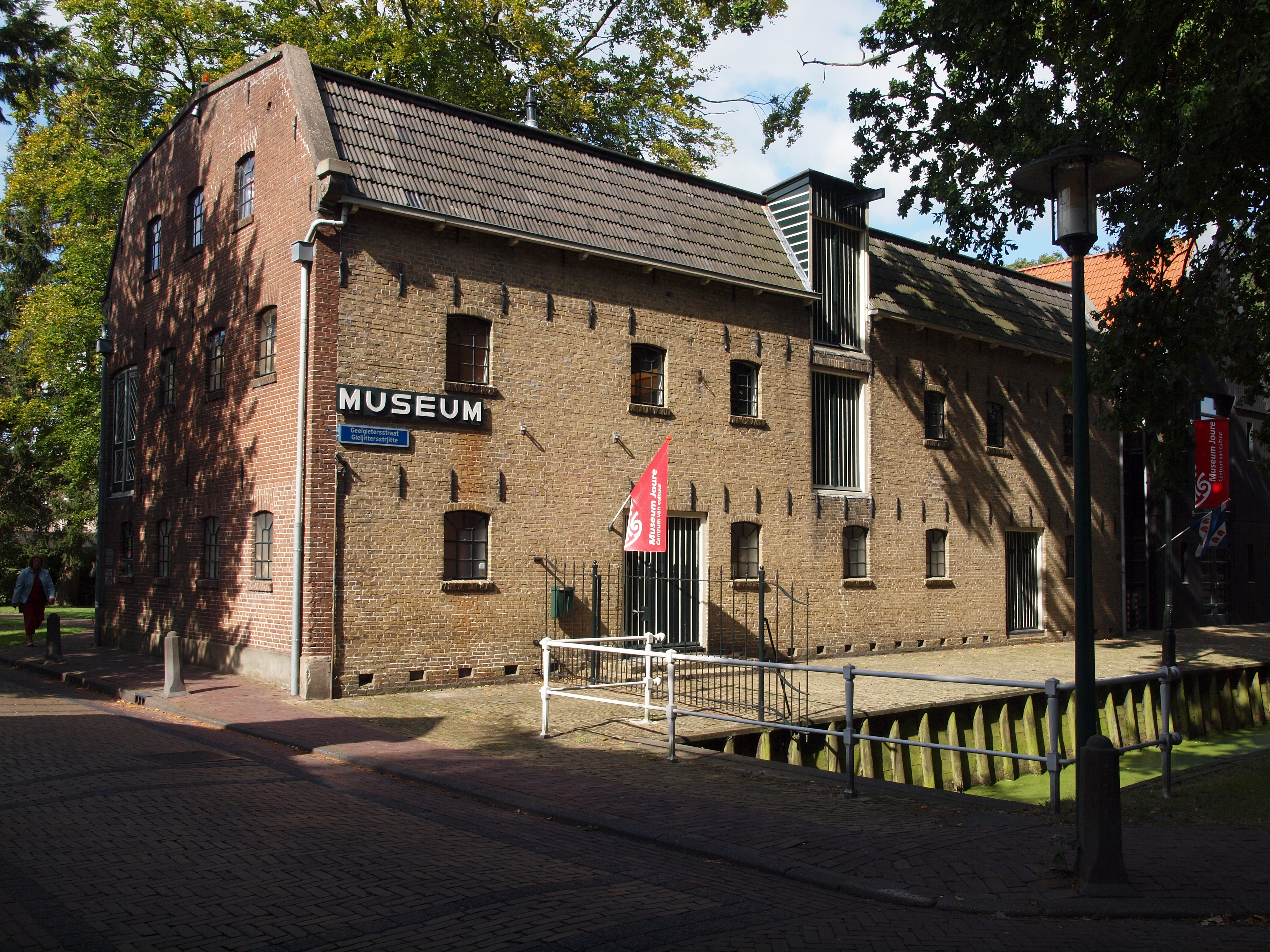
Pakhuis
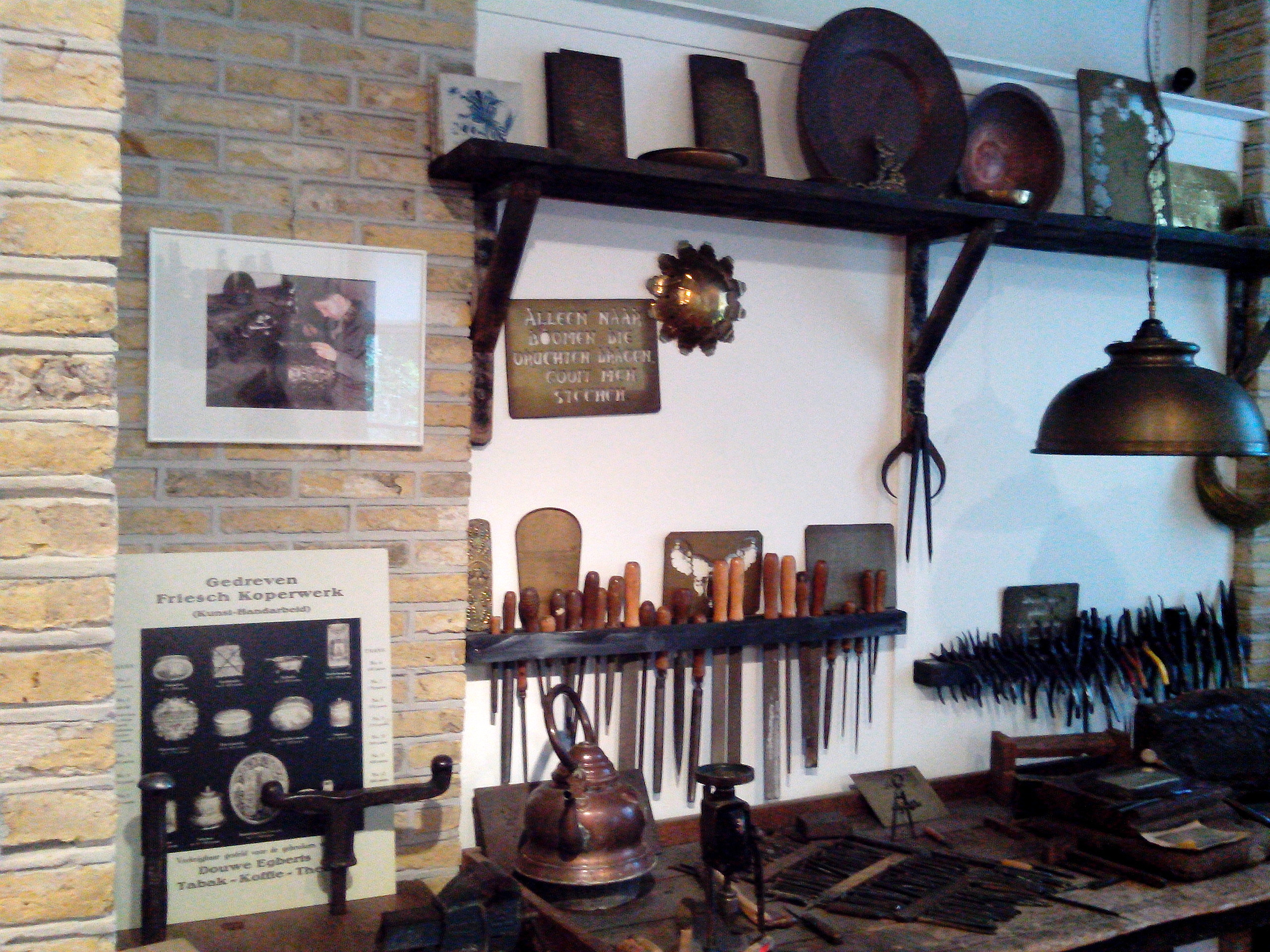
Interieur werkplaats kopergieterij
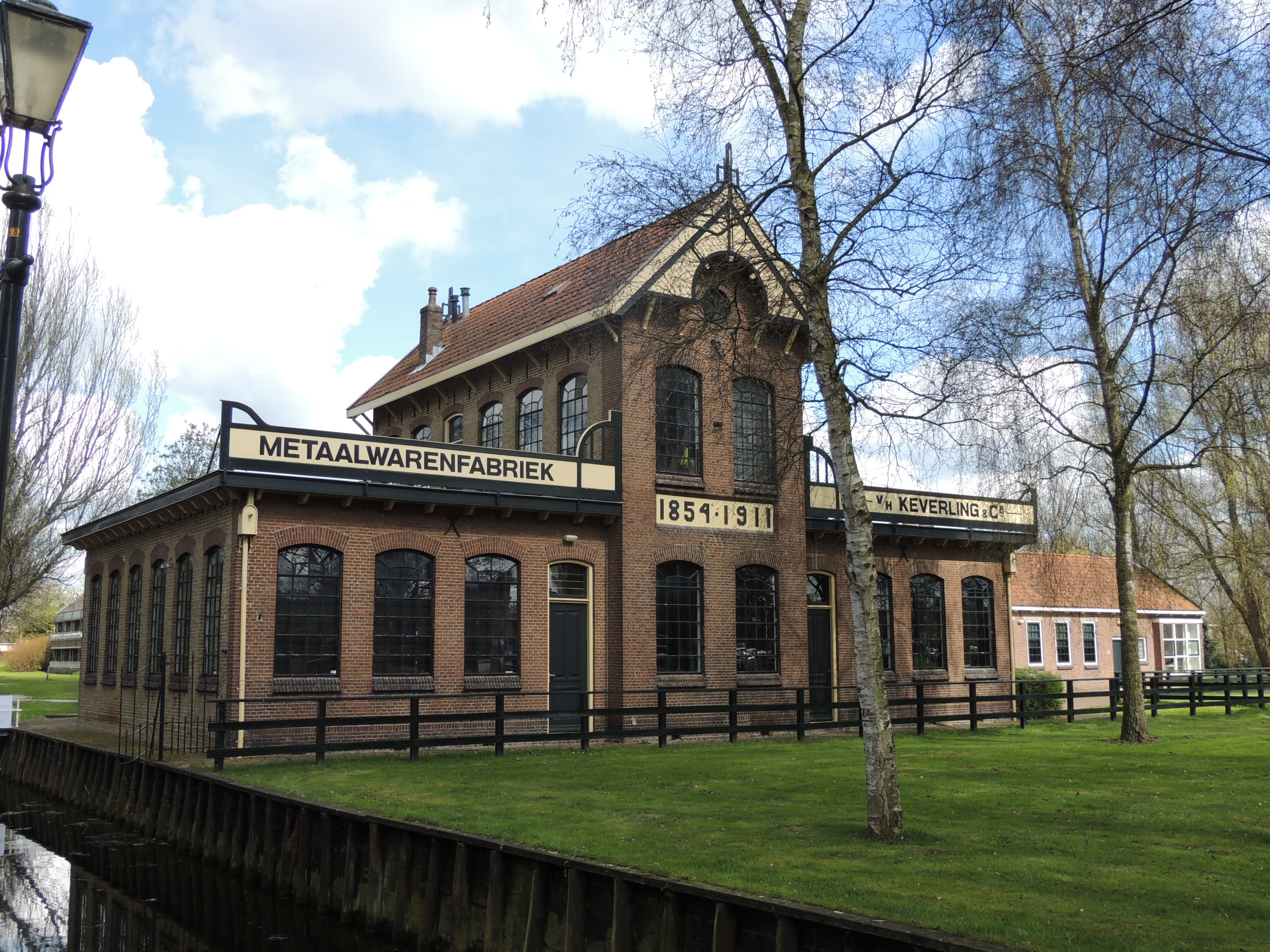
Kopergieterij en drukkerij
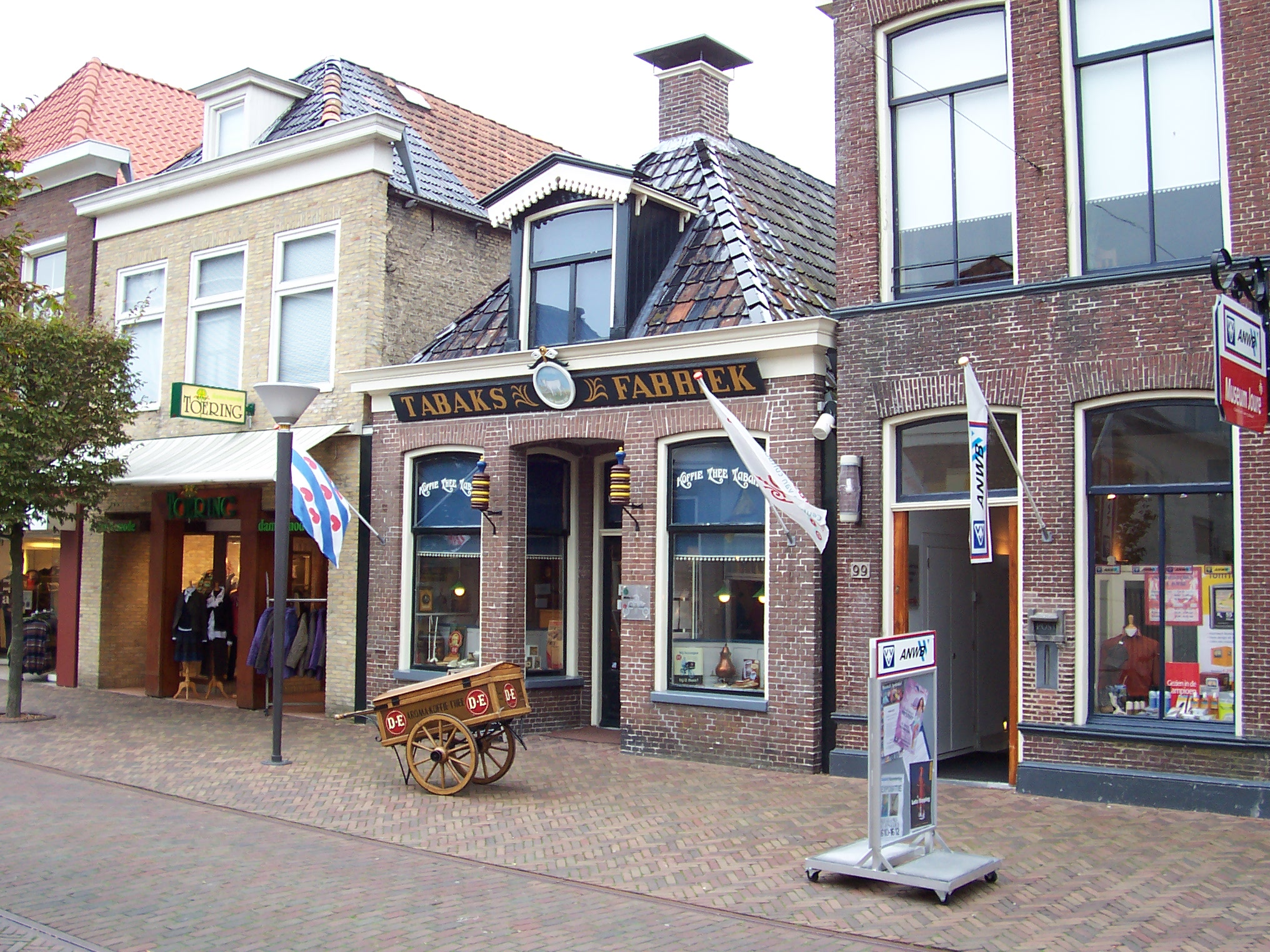
Museumwinkel en pand met salon/expositie, Midstraat 97 en 99